# Grèbe esclavon
Podiceps auritus
Espèce
Statut de conservation UICN

 VU A2abce+3bce+4abce : Vulnérable
Répartition géographique
Le Grèbe esclavon (Podiceps auritus), aussi appelé Grèbe cornu ou Grèbe oreillard, est une espèce d'oiseaux aquatiques de la famille des Podicipedidae. En plumage internuptial, il est souvent confondu avec le Grèbe à cou noir (Podiceps nigricollis). Cet oiseau est protégé en Europe.

## Morphologie

### Mensurations
Le Grèbe esclavon est de taille assez petite (de 30 à 38 cm). Son envergure varie entre 59 et 65 cm et son poids peut varier de 350 à 450 g.

### Aspect général
Il n'y a guère de dimorphisme sexuel chez cette espèce. Mâles et femelles ont le corps trapu; le bec est droit (contrairement à celui du Grèbe à cou noir, qui est légèrement retroussé), pointu, noir avec l'extrémité souvent pâle. Les pattes, comme chez tous les grèbes, sont placées très en arrière du corps. Elles présentent des orteils lobés aux reflets verdâtres. L'œil est rouge et bordé d'une ligne claire se prolongeant jusqu'à la commissure du bec.

### Plumage nuptial

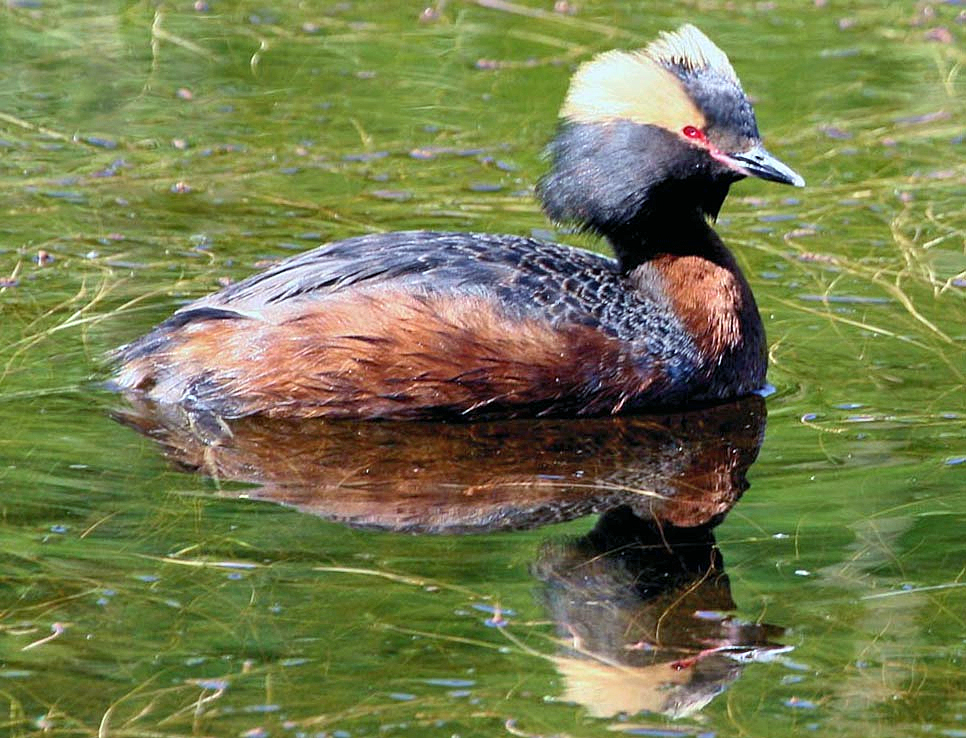
Grèbe esclavon en plumage nuptial

En été, le Grèbe esclavon possède un plumage nuptial éclatant. Il porte sur sa tête noire deux belles bandes de plumes érectiles dorées s'étendant du coin de l'œil jusqu'à l'arrière du crâne. Son cou et ses flancs sont alors roux, le dos est noir et le ventre blanc. Lorsque ce grèbe émerge d'une plongée, les crêtes dorées sont parfois plaquées sur le crâne.

### Plumage internuptial
En hiver, cet oiseau présente un aspect très différent. Son plumage est alors beaucoup plus terne : le sommet de son crâne (calotte) est noir, et l'arrière du cou et le dos sont sombres, généralement gris très foncé. Sa gorge, le haut de sa nuque, le bas de ses joues, ses flancs et son ventre sont blancs.

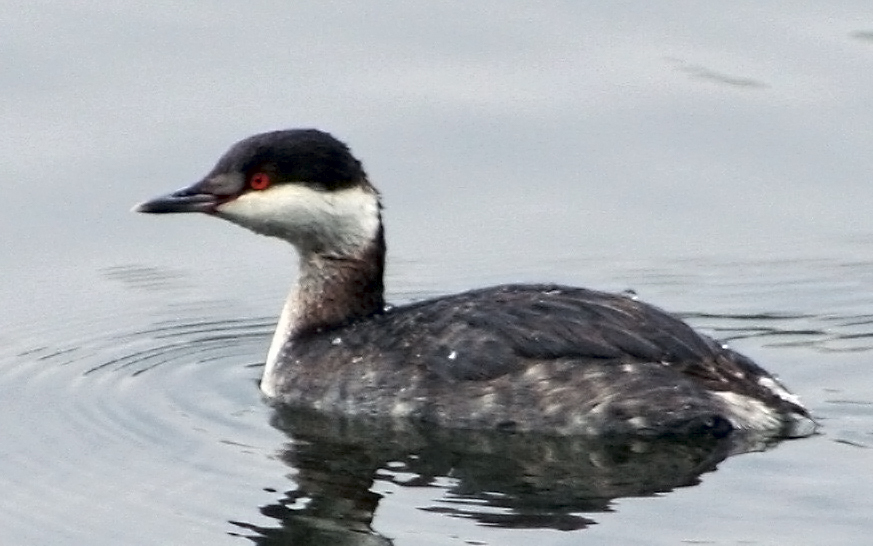
Grèbe esclavon en plumage internuptial

### Aspect des juvéniles
Les jeunes adultes sont légèrement plus brunâtres, avec parfois des taches brunes sur les côtés de la tête et sur la nuque.
Les oisillons ont le dos gris; le cou et la tête sont blancs, rayés de noir. Ils portent une tache rouge rosé entre l'œil et le bec.

## Comportement

### Vol
Comme la plupart des grèbes, le Grèbe esclavon vole avec les pattes un peu pendantes et le cou tendu.
En vol, cet oiseau révèle un miroir blanc sur ses ailes, ainsi qu'une petite tache blanche sur l'épaule,.

### Alimentation
Il se nourrit de petits poissons, mais aussi de mollusques, de crustacés et d'insectes qui constituent une bonne part de son régime alimentaire en été,.
Il plonge généralement pour capturer ses proies, mais peut aussi attraper des insectes en surface.
Le Grèbe esclavon, comme la plupart des grèbes, avale régulièrement des plumes pour protéger son système digestif des arêtes de poisson. Il en donne aussi à ses petits pour la même raison.

### Vocalisations
Silencieux en période d'hivernation, ce grèbe peut être très bruyant en période de nidification (entendre son cri sur cette page). Il fait alors entendre des trilles proches de celles du Grèbe castagneux (bibibib) et des appels sonores (aouya).

### Reproduction

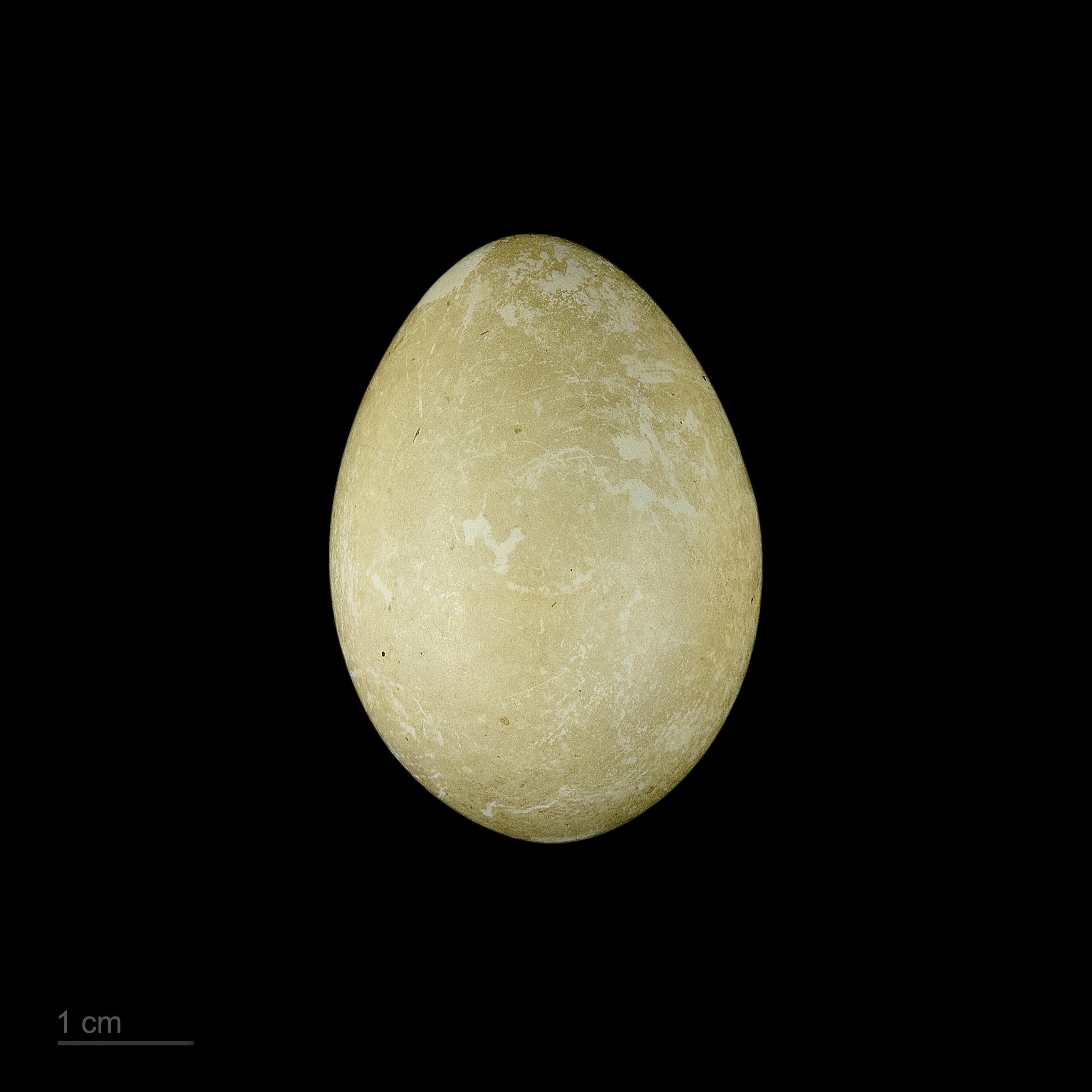
Podiceps auritus - MHNT

Le Grèbe esclavon peut se reproduire entre mi-mai et début octobre, mais le plus souvent entre juin et août.
Le nid est bâti par le mâle et la femelle au milieu de la végétation du bord de l'eau (roselière, jonchaie, etc). Il est constitué de végétaux en décomposition accumulé au bord de l'eau; il est généralement flottant (la base du nid est le plus souvent immergée). La femelle pond alors de 2 à 5 œufs blanc bleuâtre qui bruniront au contact des végétaux en décomposition.
L'incubation dure de 22 à 25 jours. Elle est assurée par les deux parents. Les œufs sont recouverts de végétaux lorsque les parents quittent le nid un moment. L'éclosion donne naissance à des oisillons de 17 g en moyenne, nidifuges et capables de nager peu de temps après. Ils sont nourris par les deux parents, qui les portent souvent sur leur dos, même en plongée. Ils pourront voler au bout de 55 à 60 jours,.

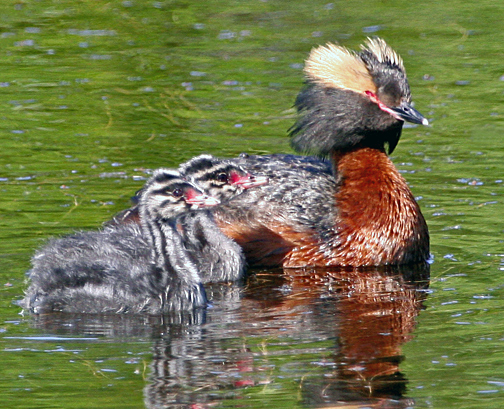
Grèbe esclavon et ses oisillons

Cette espèce atteint la maturité sexuelle à l'âge d'environ un an. Le record actuel de longévité est détenu par un individu bagué en Islande et trouvé mort alors qu'il avait 7 ans, mais on estime que cette espèce peut atteindre l'âge de 10 ans.

## Répartition et habitat

### Répartition et populations
D'après la classification de référence (version 14.1, 2024) de l'Union internationale des ornithologues, le Grèbe esclavon possède 2 sous-espèces :
- Podiceps auritus auritus (Linnaeus, 1758) : Nord de l'Europe, Asie, mer Caspienne ;
- Podiceps auritus cornutus (Gmelin, JF, 1789) : Amérique du Nord.

BirdLife International estime la population européenne à moins de 1/4 de la population mondiale. Il y aurait entre 6 300 et 11 000 couples de ce grèbe en Europe, essentiellement concentrés dans les Pays scandinaves et en Russie. De fait, les principaux sites européens de nidification sont l'Islande, les îles Féroé, l'Écosse, la péninsule Scandinave et les Pays baltes.
L'UICN estime la population mondiale de cet oiseau à entre 160 000 et 1 200 000 individus.

### Habitat
Ce grèbe niche généralement sur des eaux dormantes peu profondes bordées de végétation, mais il peut se contenter de plans d'eau à végétation plus pauvre.
En hiver, on pourra le rencontrer, isolé ou en petits groupes de deux ou trois, sur des estuaires ou sur les rivages marins, des lacs parfois de grande taille, des réservoirs, et autres plans d'eau. Il peut parfois hiverner en compagnie de Grèbes à cou noir.

### Migration
Ce grèbe nidifie entre avril et juillet dans le Nord du continent eurasiatique et sur le continent Nord-américain. Il migre vers le Sud de ces continents pour aller hiverner, entre octobre et mai, dans des zones non gelées en hiver. Cette migration, généralement solitaire, est nocturne si elle se fait au-dessus des terres, et diurne si elle se fait aux-dessus des zones côtières[réf. nécessaire]. Des individus erratiques ont été signalés très au Sud, comme aux Bermudes, en Tunisie, en Israël, aux Açores et à Madère .

## Le Grèbe esclavon et l'Homme

### Statut et préservation
Les adultes n'ont que peu de prédateurs, mais les œufs peuvent être la proie des ratons laveurs, des corbeaux, des pies, des foulques ou des oiseaux de mer.
Ce grèbe est surtout menacé par la détérioration de son habitat et par le dérangement occasionné par la présence humaine, mais aussi par les pollutions aux hydrocarbures et aux pesticides ainsi qu'aux variations de niveau de l'eau, pouvant détruire les nids,.
Il est protégé en annexe I par la Directive oiseauxde l'Union européenne depuis 1985 (directive reconduite en 1991 et 1997), en annexe II par la Convention de Berne depuis 2002, le CMS depuis 1994 et l'AEWA (African-European migratory Waterbirds Agreement) depuis 1999. Il est aussi protégé par le MBTA (Migratory Birds Treaty Agreement) et bénéficie d'une protection particulière au Royaume-Uni depuis 1982.
L'Agence européenne pour l'environnement (AEE) considère cette espèce comme « provisoirement sécurisée » depuis 1994, mais l'espèce est déclarée vulnérable en Lettonie et apparemment éteinte au Danemark. BirdLife International indique que le Grèbe esclavon est « en déclin », surtout en Suède et en Finlande.
L'UICN classait ce grèbe en catégorie LC (abréviation de l'anglais Least concern, préoccupation mineure) du fait de son aire de répartition étendue et de sa population estimée à 160 000–1 200 000 individus et considérée comme stable. Toutefois, en raison de signes de déclin important (en particulier en Amérique du Nord), l'espèce est à présent menacée d'extinction et figure dans la catégorie "vulnérable" de l'UICN depuis 2015.
L'AEWA distingue les différentes populations et a classé depuis 2002 les populations du nord-ouest de l'Europe en catégorie A1 (populations très menacées (moins de 10 000 individus)), celles du nord-est de l'Europe en B1 (populations très vulnérables (entre 25 000 et 100 000 individus)) et celles de la mer Caspienne et du sud de l'Asie en A2 (populations menacées (entre 10 000 et 25 000 individus)).

### Étymologie
Le mot grèbe est utilisé pour désigner ce genre d’oiseau depuis au moins le XVIe siècle et serait d’origine savoyarde. 
Le mot esclavon, utilisé par Buffon, se rapporte à la Slavonie (aussi appelée Esclavonie) terme qui, à la fin du XIXe siècle, se rapportait à deux zones distinctes : l'Austro-Hongrie et une région près de Lübeck. C'est à cette dernière, située au bord de la mer Baltique, que le terme d'esclavon fait référence (il s'agit en fait d'un de ses sites de nidification).

En ce qui concerne le nom latin, Podiceps vient du latin podex, le croupion et pes, le pied (ici, les pattes). Le mot auritus vient du latin et signifie "qui a des oreilles de lièvre", ce qui fait allusion aux pinceaux de plumes dorées caractéristiques de l'espèce en plumage nuptial.

### Philatélie
Plusieurs états ont émis des timbres à l'effigie du Grèbe esclavon : la Barbade et Antigua en 1985, l'Islande en 1991, la Géorgie en 1995, la Dominique en 1998, Hong Kong et la Suède en 2003.

### Photos et vidéos
- Bande son du Grèbe esclavon sur le site xenocanto.org
- Vidéos de P. auritus sur le site IBC (Internet Bird Collection)
- Galerie photo de P. auritus sur le site Calphotos
- Galerie photo de P. auritus sur Aves
- Galerie Flickr de P. auritus sur Avibase